# PSD Bank Dome
Le PSD Bank Dome (nommé Dome in Rath pendant sa phase de projet puis ISS Dome de 2005 à juin 2021) est une salle omnisports située à Düsseldorf-Rath, dans le Land de Rhénanie-du-Nord-Westphalie en Allemagne. La salle est principalement utilisée pour des rencontres de hockey sur glace, de basket-ball et des concerts.
C'est la patinoire du Düsseldorfer EG du Championnat d'Allemagne de hockey sur glace depuis 2006. Le Dome a une capacité de 13 400 places pour le hockey sur glace et plus de 11 500 pour les concerts.

## Événements
- Concert de Iron Maiden (A Matter Of Life And Death Tour), 17 juin 2007
- Concert de Pearl Jam, 21 juin 2007
- Concert anniversaire des 30 ans de Gamma Ray, 27 août 2021
- Rocket League World Championship 2023 (RLCS), 11 au 13 août 2023

## Galerie

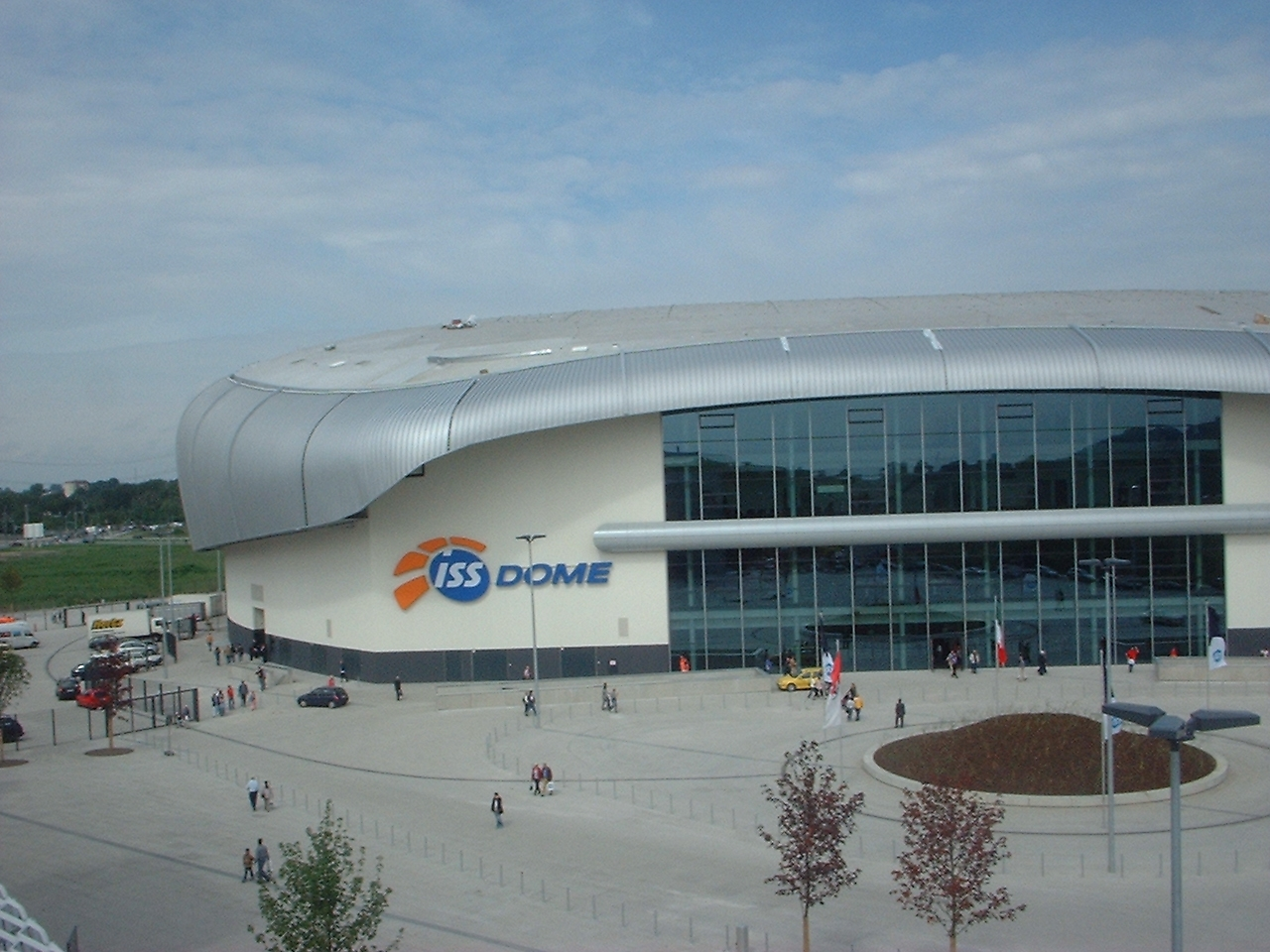
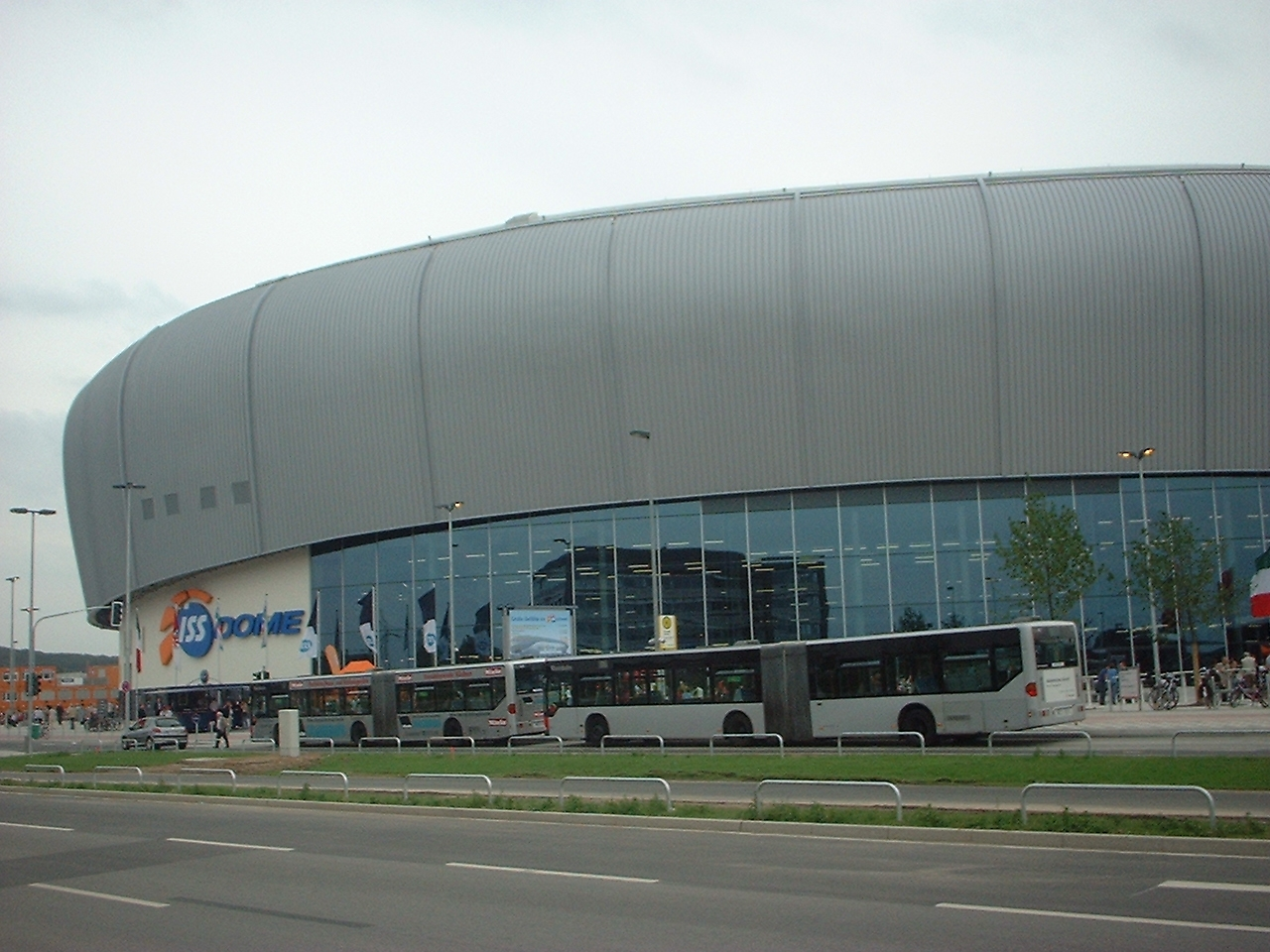
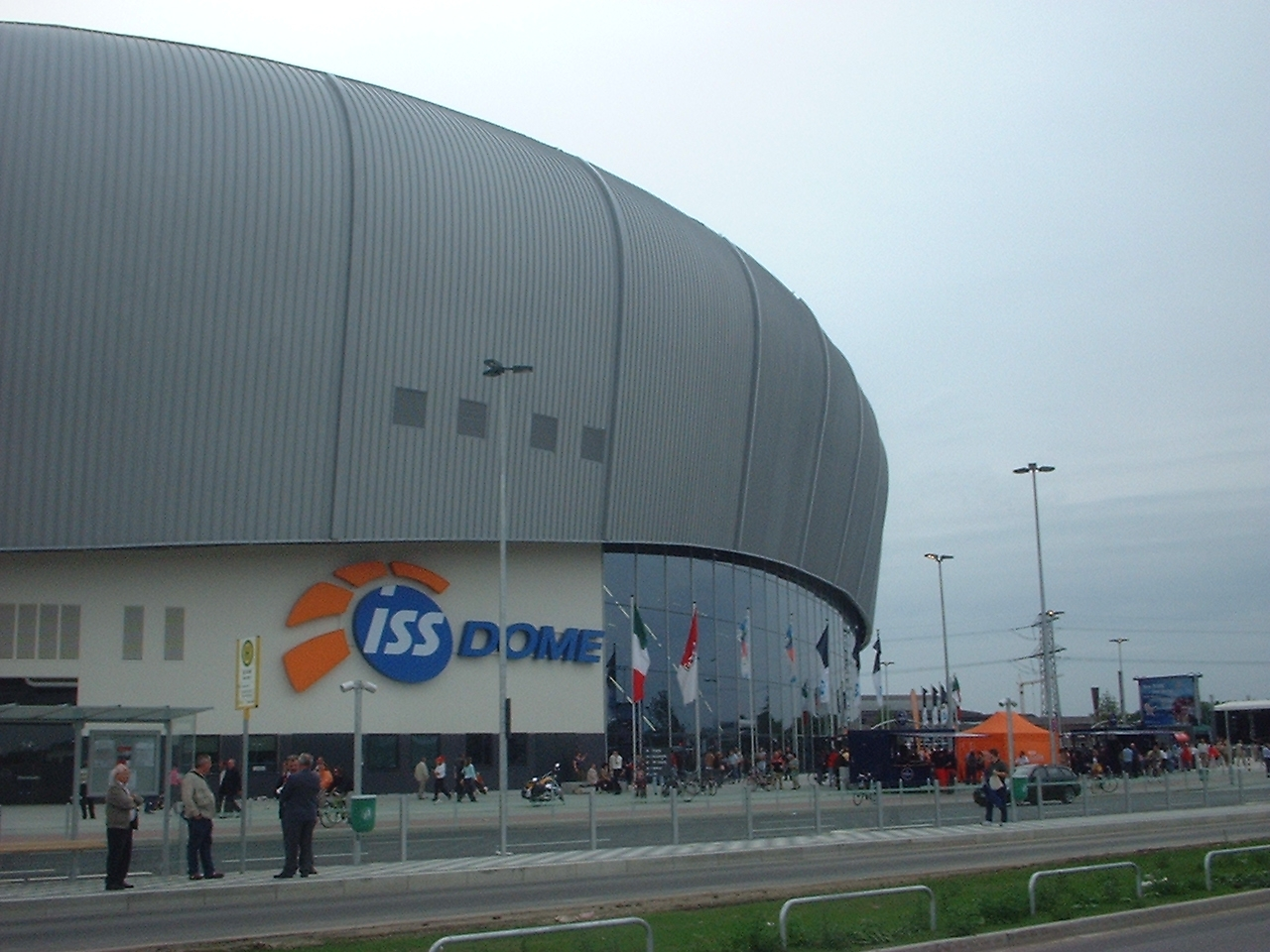
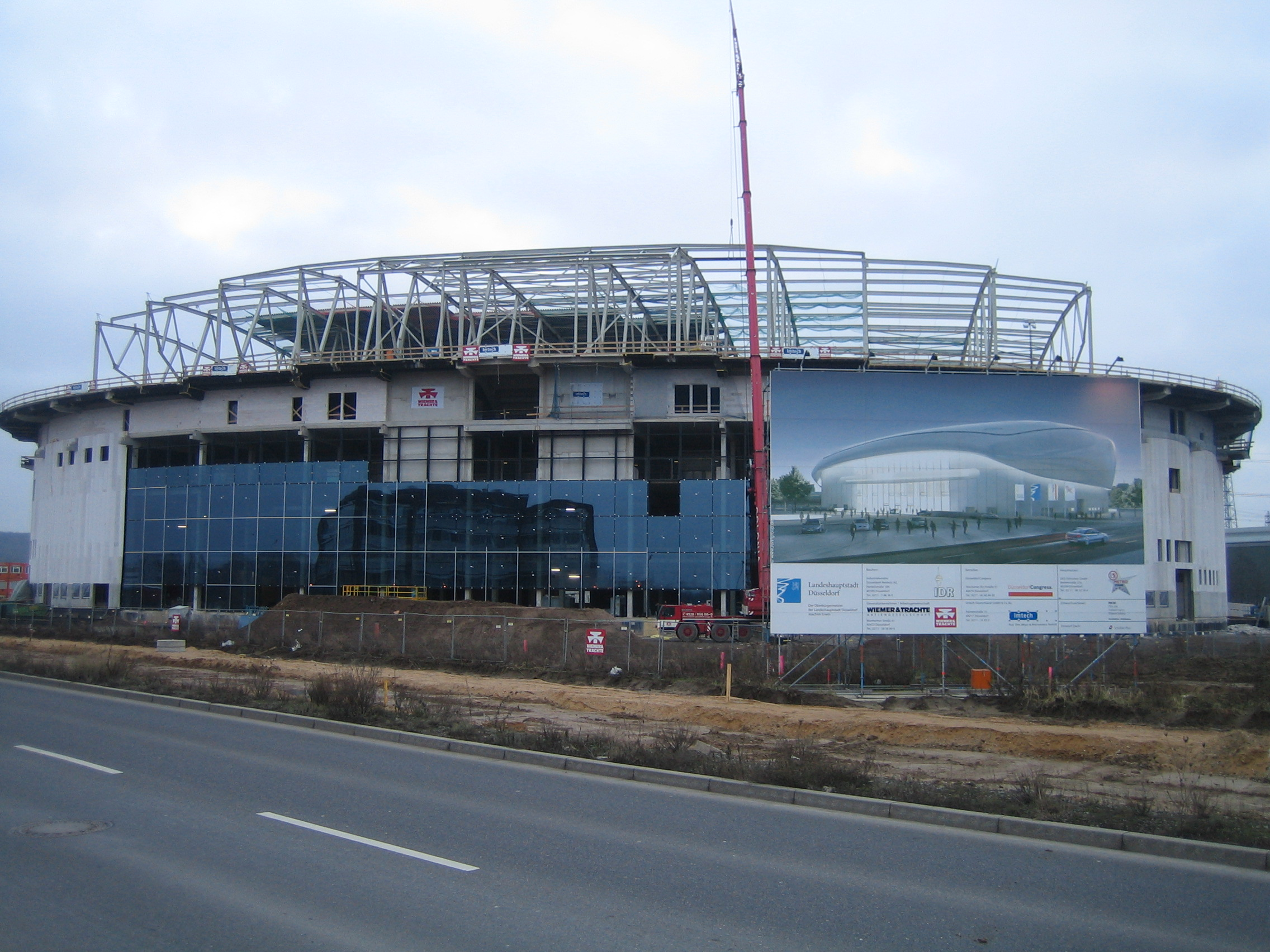